# 조선상고사
《조선상고사》(朝鮮上古史)는 신채호가 저술한 한국 상고사에 관한 책이다. 총론은 1924년에 완성되었으며, 1930년의 《조선사연구초》 발간에 이어 1931년부터 조선일보에 연재되었다. 그 내용이 불완전하여 연재를 중지하고 수정하여 발표할 계획이었으나 건강 악화로 실현되지 못하였다. 연재는 계속되어 신채호 사후인 1948년에 총 12편의 단행본으로 종로서원에서 출간되었다. 역사를 ‘아(我)와 비아(非我)의 투쟁’, 묘청의 난을 ‘조선역사상 일천년래 제일대사건’으로 주장하였음이 널리 알려져 있다.

## 같이 보기
- 한국의 역사